# 繁松哲大
繁松 哲大（しげまつ てった、1999年1月6日 - ）は、日本出身のラグビーユニオン選手。2025年現在ジャパンラグビーリーグワンに参戦する浦安D-Rocksに所属している。

## プロフィール
- 福岡県出身(北海道札幌市育ち)[1]。
- ポジションはフランカー(FL)。
- 身長 178 cm、体重 94 kg

## 略歴
中学までサッカーをやっていて、高校からラグビーを始めた。
2017年、札幌山の手高校卒業後、明治大学に入る。なお札幌山の手高校時代、高校日本代表候補に選ばれたことがある。
2021年、明治大学卒業後、NTTドコモレッドハリケーンズ(現・レッドハリケーンズ大阪)に加入。
2022年2月6日に行われたJAPAN RUGBY LEAGUE ONE第5節東京サンゴリアス戦にて途中出場で公式戦初出場を果たした。同年7月、NTT再編に伴う新チーム浦安D-Rocks選手スコッドに選ばれた。